# Caruso (cratère)
Pour les articles homonymes, voir Caruso (homonymie).

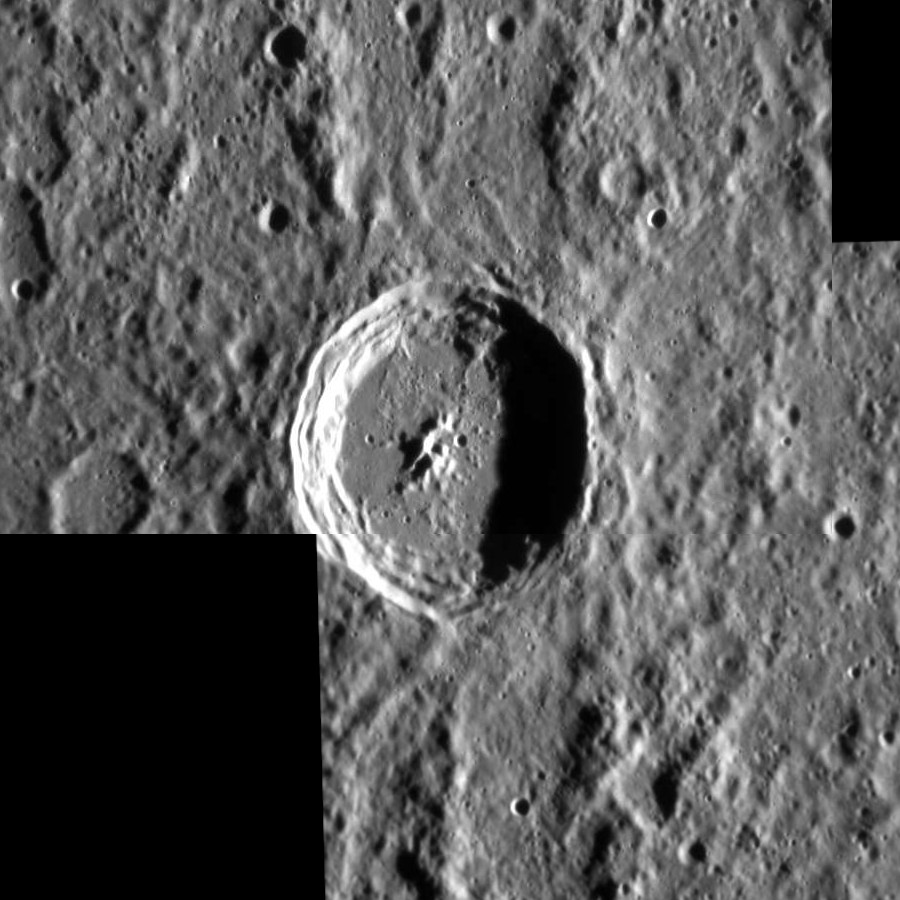

Caruso est un cratère d'impact présent sur la surface de Mercure. 
Le cratère fut ainsi nommé par l'Union astronomique internationale en 2013 en hommage au chanteur d'opéra italien Enrico Caruso. 
Son diamètre est de 31 km. Il se situe dans le quadrangle de Beethoven (quadrangle H-7) de Mercure.